# Jennifer Nicks
Jennifer Mary Wisden Nicks (Brighton, Inglaterra, 13 de abril de 1932 – Delta, Colúmbia Britânica, 21 de agosto de 1980) foi uma patinadora artística britânica. Jennifer Nicks conquistou com seu irmão e parceiro John Nicks uma medalha de ouro, uma de prata e duas de bronze em campeonatos mundiais, e uma medalha de ouro, uma de prata e duas de bronze em campeonatos europeus. Jennifer e John Nicks também competiram nos Jogos Olímpicos de Inverno de 1948 e 1952.

## Principais resultados

### Com John Nicks
| Resultados                                            | Resultados    | Resultados      | Resultados      | Resultados        | Resultados        | Resultados        | Resultados      | Resultados    | Resultados    | Resultados    | Resultados    | Resultados    |
| Internacional                                         | Internacional | Internacional   | Internacional   | Internacional     | Internacional     | Internacional     | Internacional   | Internacional | Internacional | Internacional | Internacional | Internacional |
| Evento/Temporada                                      | 1946– 1947    | 1947– 1948      | 1948– 1949      | 1949– 1950        | 1950– 1951        | 1951– 1952        | 1952– 1953      |               |               |               |               |               |
| ----------------------------------------------------- | ------------- | --------------- | --------------- | ----------------- | ----------------- | ----------------- | --------------- | ------------- | ------------- | ------------- | ------------- | ------------- |
| Jogos Olímpicos                                       |               | 8.ª             |                 |                   |                   | 4.ª               |                 |               |               |               |               |               |
| Campeonato Mundial                                    |               | 8.ª             | 6.ª             | Medalha de prata  | Medalha de bronze | Medalha de bronze | Medalha de ouro |               |               |               |               |               |
| Campeonato Europeu                                    | 6.ª           | 5.ª             | 6.ª             | Medalha de bronze | Medalha de bronze | Medalha de prata  | Medalha de ouro |               |               |               |               |               |
| Nacional                                              |               |                 |                 |                   |                   |                   |                 |               |               |               |               |               |
| Campeonato Britânico                                  |               | Medalha de ouro | Medalha de ouro | Medalha de ouro   | Medalha de ouro   | Medalha de ouro   | Medalha de ouro |               |               |               |               |               |
|                                                       |               |                 |                 |                   |                   |                   |                 |               |               |               |               |               |
| Legenda: Competição não foi disputada nesta temporada |               |                 |                 |                   |                   |                   |                 |               |               |               |               |               |